# Alain Mimoun
Alain Mimoun, född 1 januari 1921 i El Telagh, Algeriet under namnet Ali Mimoun Ould Kacha, död 27 juni 2013 i Saint-Mandé, Val-de-Marne, var en algerisk långdistanslöpare som på grund av Algeriets kolonialstatus under hela sin internationella karriär tävlade för Frankrike. Han tog det franska förnamnet Alain i samband med att han 1939 värvades till den franska kolonialarmén.
Mimoun tog OS-guld på maraton vid olympiska sommarspelen 1956 i Melbourne med tiden 2:25.00. Han erövrade även flera andra OS- och EM-medaljer och tog mer än 20 franska mästerskap på löpsträckor från 5000 m och uppåt. Mimouns karriär var en av friidrottshistoriens längsta. Ännu 1966 blev han vid 45 års ålder fransk mästare i maraton.
Alain Mimoun fick 2007 motta hederstiteln Grand Officier de la Légion d'Honneur som erkännande för sina insatser för Frankrike.